# Tethina milichioides
Tethina milichioides är en tvåvingeart som först beskrevs av Axel Leonard Melander 1913.  Tethina milichioides ingår i släktet Tethina och familjen Canacidae. Inga underarter finns listade i Catalogue of Life.